# Харківський муніципальний театр народної музики України «Обереги»
Харківський муніципальний театр народної музики України «Обереги» — фольклорний музичний театр утворений рішенням міськради в Харкові в 1992 році на базі Оркестру народної музики «Обереги» під керівництвом Юрія Алжнєва з метою «відродження народної української, слобожанської музикальної культури».

## Структура
До складу театру входили (станом на 2010 рік):
- Художній керівник — Алжнєв Юрій Борисович — заслужений діяч мистецтв України, композитор, лауреат муніципальної премії ім. І. Слатіна, Всеукраїнської премії ім. І. Огієнка, кавалер ордену «За заслуги» III ступеня.
- Оркестр українських народних інструментів (серед солістів —- Лауреати міжнародних конкурсів і фестивалів Андрій Стрілець (баян), В'ячеслав Шляхов (скрипка), Ігор Галь (кларнет), Людмила Авдимирець (бандура, сопрано)).
- Квартет солістів у складі заслуженого артиста України Миколи Колодочки, лауреата Всеукраїнського конкурсу Василя Марчака, лауреатів міжнародних фестивалів Володимира Якобишина та Михайла Марковича.
- Вокальне тріо у складі заслужених артисток України: Вікторії Осипенко, Олени Шишкіної, Людмили Омельченко.
- Фольклорний гурт — лауреат Міжнародного конкурсу народного виконавства ім. Н. Плевицької, учасника багатьох міжнародних та всеукраїнських фестивалів традиційної музики (керівник Осадча Віра Миколаївна —- заслужений діяч мистецтв України, кавалер ордену «Княгині Ольги» ІІІ ступеню, кандидат мистецтвознавства, професор).